# Il filo del rasoio (film 1984)
Il filo del rasoio (The Razor's Edge) è un film del 1984 diretto da John Byrum. È ispirato all'omonimo romanzo di William Somerset Maugham.

## Trama
Spiritualmente distrutto dall'esperienza di combattente nella prima guerra mondiale, l'americano Larry Darrell, dopo il suo rientro in patria, scioglie il proprio fidanzamento con Isabel Bradley per iniziare una serie di viaggi e trovare risposte ai suoi dubbi esistenziali. Recatosi sui monti dell'India e soggiornatovi per un tempo opportuno, sembra aver trovato l'illuminazione. Qualche anno dopo Larry e la sua ex fidanzata si ritrovano casualmente a Parigi e qui Larry apprende che lei ha sposato Gray Maturin, un suo vecchio amico, già innamorato di Isabel quando questa era fidanzata con Larry. Tuttavia, quando Larry inizia un nuovo rapporto amoroso con Sophie Nelson Macdonald, la sua ex fidanzata Isabel, ancora innamorata di lui, tenta di distruggere il suo nuovo legame.